# Mikuláš Dačický z Heslova

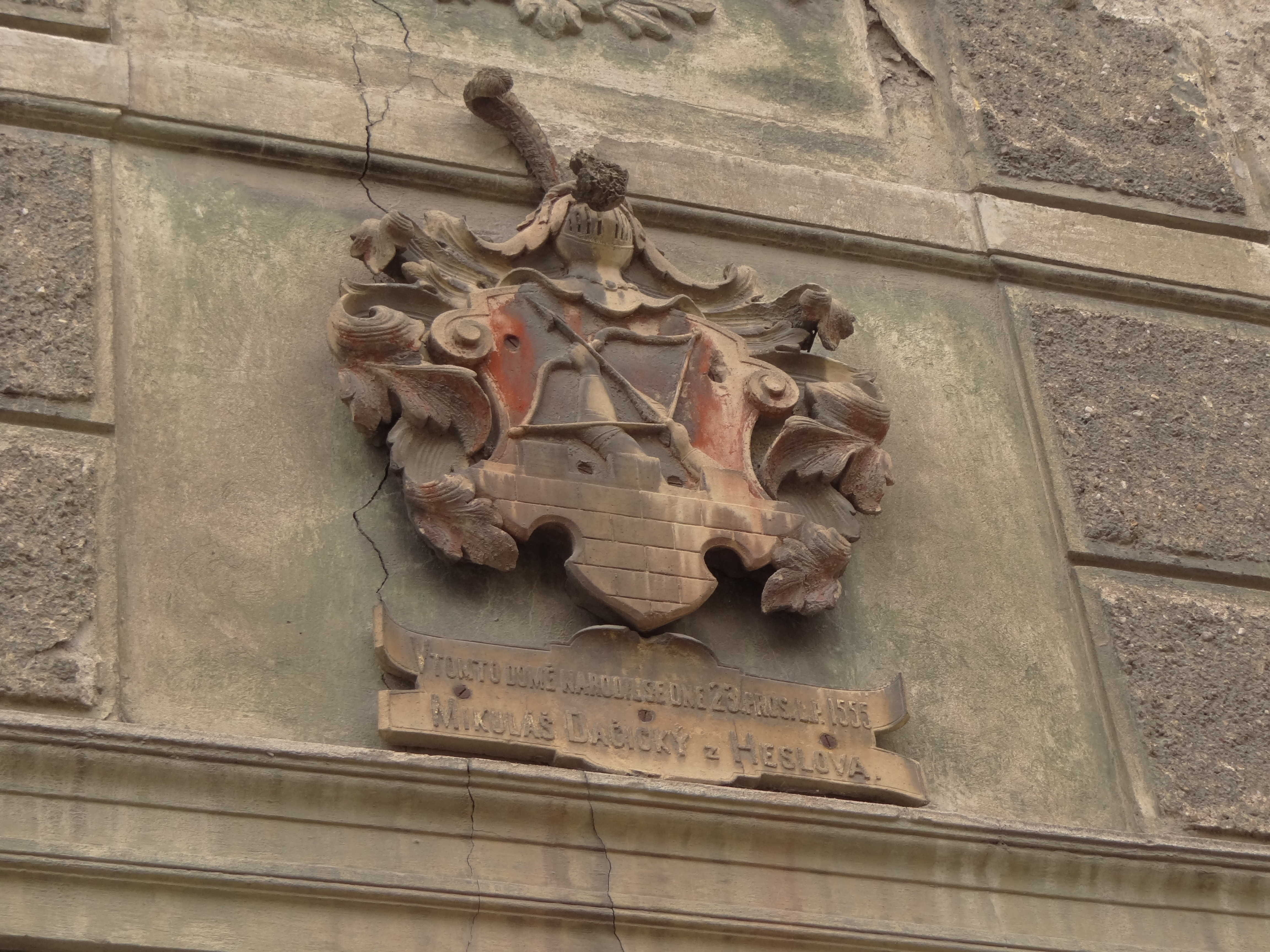
Erb na rodném domě v Kutné Hoře

Mikuláš Daczický z Heslowa, v moderní češtině Dačický z Heslova (23. prosince 1555 Kutná Hora – 25. září 1626 Kutná Hora) byl český spisovatel a měšťan.

## Život

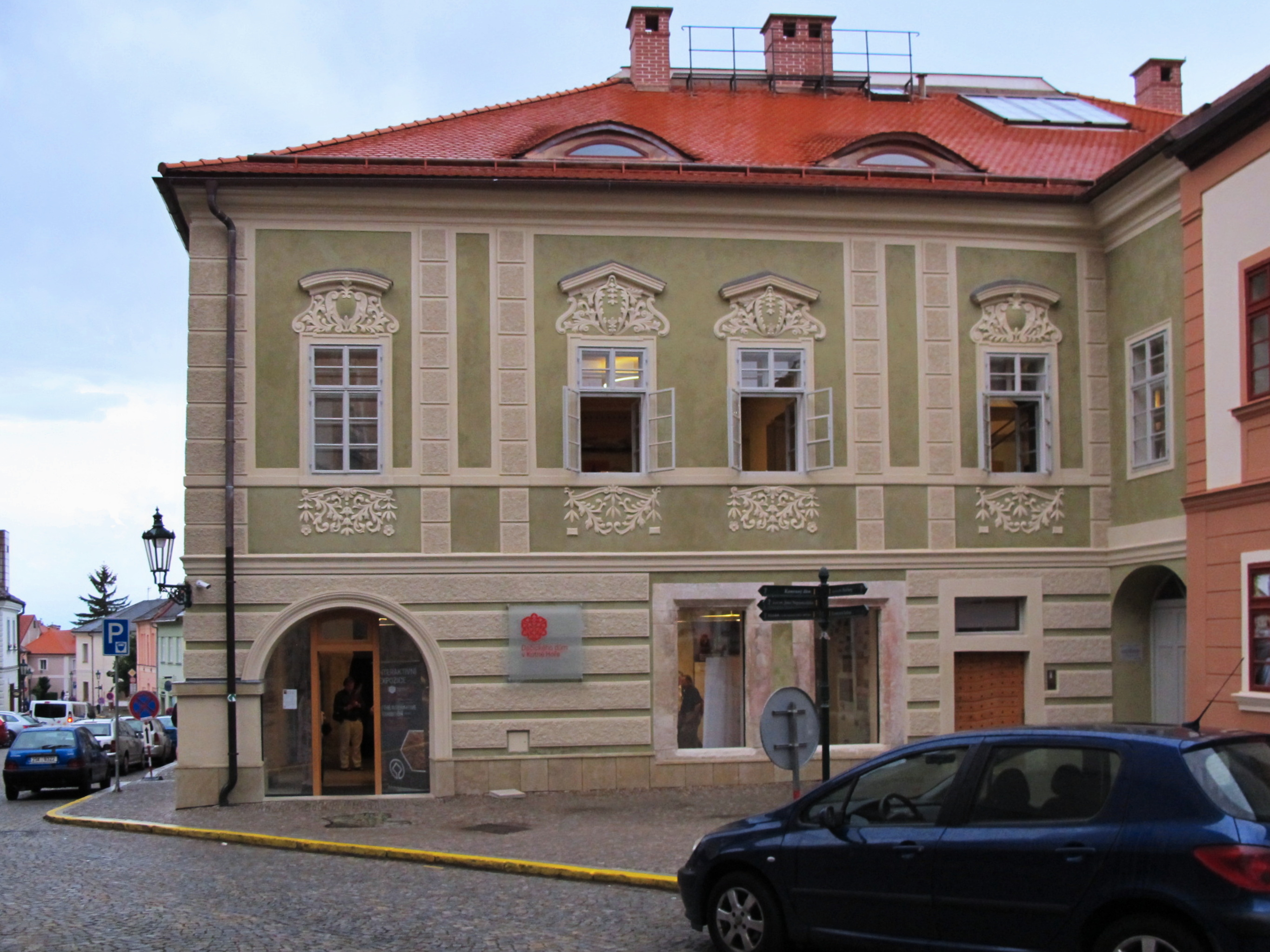
Dačického dům v Kutné Hoře

Pocházel z rodu erbovních měšťanů Daczických z Heslowa. Jeho otcem byl podnikatel a kutnohorský rychtář Ondřej Daczický, někdy zvaný Ondřej Křivoláček podle své první manželky, vdovy A. Křivoláčkové. Mikuláš se narodil ze druhého sňatku s Dorotou z Práchňan. Z 15 dětí přežili jen tři bratři a dvě sestry. Bratr Václav Daczický z Heslowa († 1575) založil na tvrzi Lorec, zakoupené jejich otcem Ondřejem, dodnes existující pivovar.
V dětství byl poslán na výchovu a vzdělání do Kladrubského kláštera k opatu Wronovi, není známo, jak se tam učil. V patnácti letech, po smrti otce, se vrátil do Kutné Hory. Nevykonával žádné řemeslo, žil z velkého dědictví Křivoláčků (podílu ze stříbrného dolu po otci). Vedl bouřlivý život, strávil většinu času v krčmách u vína. Kutnohorští měšťané nešetřili stížnostmi na něj. Mikuláš Daczický byl několikrát trestán vězením. I v šatlavě s přáteli hodoval, pil a rušil noční klid. V roce 1582 se v krčmě U Svobodů střetl v souboji s Felixem Novohradským z Kolovrat, kterého zabil a následující léta strávil ve vězení a soudními jednáními. Nakonec byl spor s vdovou po Novohradském urovnán smírem a pokutou 125 kop grošů. V roce 1590 se oženil s Alžbětou Mládkovou, dcerou Jiřího Mládka. Manželství trvalo přesně dvacet let, ale zůstalo bezdětné. Ke konci života Daczickému docházely peníze, jednak vinou dlouhotrvajícího soudu, a dále i úpadkem dolování stříbra v Kutné Hoře.

## Literární dílo
Ani při bouřlivém společenském životě nepřestal být vnímavým renesančním humanistou. Příležitostně veršoval a především systematicky navázal na rodovou měšťanskou kroniku, kterou začal sepisovat jeho pradědeček, Bartoš z Práchňan. Dalšími pokračovateli kroniky byli dědeček Mikuláš z Práchňan a otec Ondřej Daczický. Mikuláš kroniku rozvinul s pozoruhodnou vážností, filozofickým a historickým nadhledem a faktografickou přesností. Proto se právem nazývá po něm Paměti Mikuláše Daczického z Heslowa. Zápisy svých předků zredigoval, upravil a vtiskl celé kronice svůj osobitý vypravěčský styl.
Jako spisovatel zaznamenal mj. informace o mysliveckých poměrech ve své době. Ty pravděpodobně nebyly vydány tiskem a jsou uchovány jen jako spisky a poznámky v archívech.[zdroj⁠?!]
Postava Mikuláše Daczického se jeví dodnes značně rozporuplná. Současníci v něm viděli převážně opilce a rváče, historikové a literární vědci oceňují znamenitého kronikáře, historiografa, básníka, kritika zlořádů, špatností, českého vlastence a patriota.

## Vydané tituly
- Prostopravda – sbírka pořekadel a básní, většinou satirických, nezřídka přisprostlých.
- Tragédie Masopusta – báseň ve formě dialogu určená k masopustním hrám
- Paměti, též Paměti Mikuláše Daczického z Heslowa je kronika rodu Daczických a města Kutné Hory let 1297–1571. Obsah tištěné verze:
- I. Nejstarší paměti z let 1297–1516
- II. Starší paměti a paměti Mikuláše z Práchňan z let 1516–1517
- III. Paměti Bartoše z Práchňan z let 1454–1483
- IV. Paměti kutnohorské Bartoše a Mikuláše z Práchňan z let 1470–1508
- V. Paměti Mikuláše z Práchňan o kutnohorských mincmistrech z let 1462–1542
- VI. Paměti Bartoše a Mikuláše z Práchňan z let 1470–1508
- VII. Paměti Mikuláše a Jana z Práchňan a Ondřeje Dačického z Heslova z let 1533–1572
- VIII. Paměti kutnohorské Mikuláše z Práchňan z let 1482–1549
- IX. Paměti Mikuláše z Práchňan z let 1509–1530
- X. Paměti kutnohorské Mikuláše z Práchňan z let 1510–1528
- XI. Paměti Ondřeje Daczického z Heslowa z let 1527–1546
- XII. Paměti kutnohorské Ondřeje Daczického z Heslowa z let 1534–1571
- XIII. Paměti Mikuláše Daczického z Heslowa z let 1575–1626
- XIV. Paměti Mikuláše Daczického z Heslowa z let 1577–1626
- Dodatky z rukopisu jindřichohradeckého z let 1309–1619
- Příloha: Podíl mezi syny Bartošovými o statek

První kapitola až do doby jagellonské má nižší výpovědní hodnotu. Ostatní části kroniky jsou velmi přesným a cenným historickým pramenem k dějinám Kutné Hory i k celé české historii období reformace.

## Daczický v umění
Jeho život inspiroval literární, hudební a filmová díla:
- Divadelní hra Zvíkovský rarášek, Ladislav Stroupežnický
- Zvíkovský rarášek (opera), Vítězslav Novák
- Divadelní hra Paní mincmistrová, Ladislava Stroupežnického
- Žena nejsou housle, abys pohrál na stěnu je zavěsil od Ladislava Kadlece
- Film Cech panen kutnohorských, režiséra Otakara Vávry podle výše citovaných her Ladislava Stroupežnického
- Román Mikuláš Dačický z Heslova, Jaroslava Humbergra (Praha, Melantrich, 1934)
- Opera Freje pána z Heslova, Osvalda Chlubny (libreto Ladislav Stroupežnický), 1940

## Připomínky Mikuláše Daczického z Heslowa

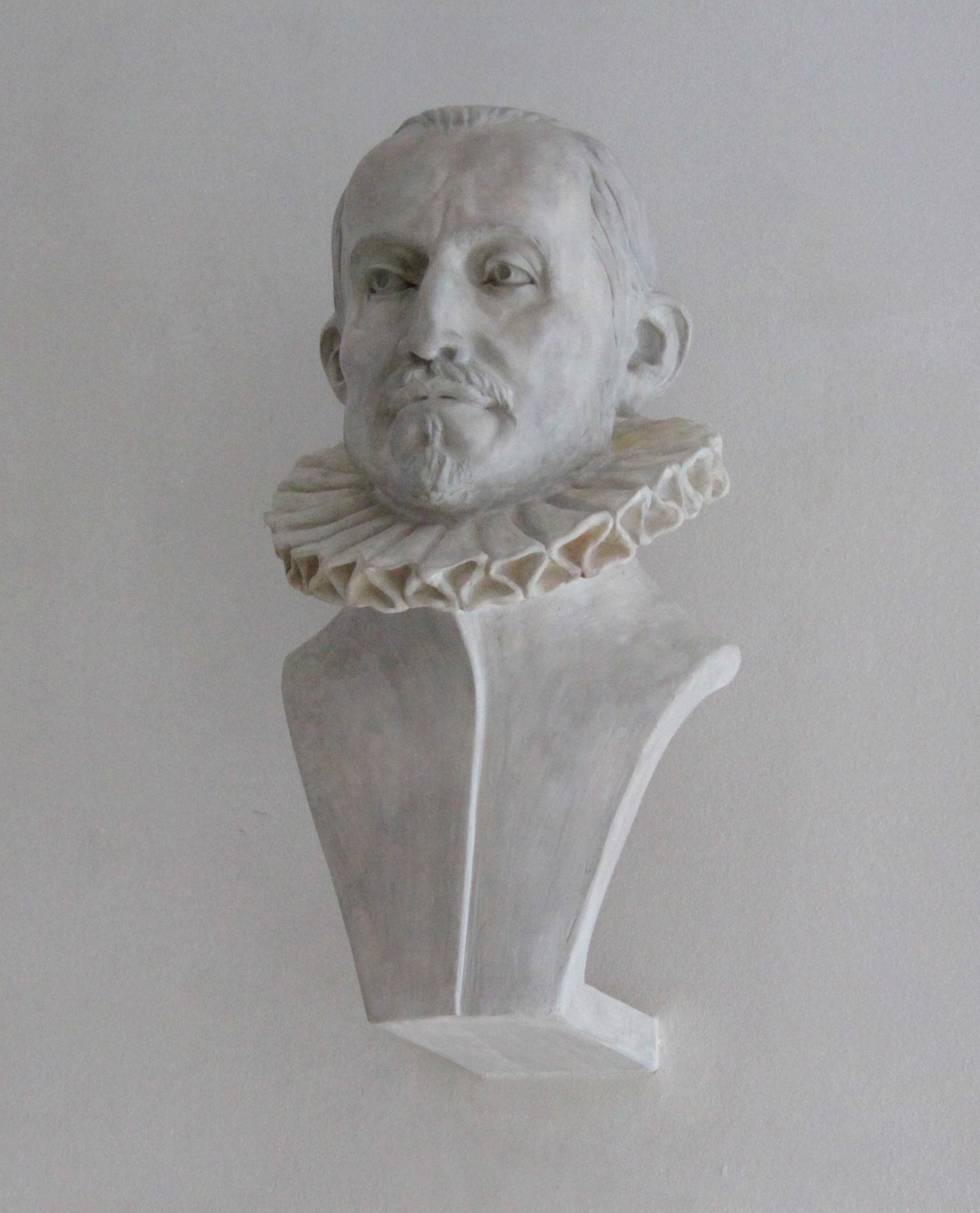
Busta Mikuláše Daczického umístěná v Dačického domě v Kutné Hoře - autor: Jakub Ďoubal, 2016 - objednatel: Nadační fond Mikuláše Daczického z Heslova

Odkaz Mikuláše Daczického z Heslowa připomíná
- Nadační fond Mikuláše Daczického z Heslowa založený rodinou Daczických z Heslowa
- Dačického dům, Kutná Hora, Komenského náměstí; pozdně gotická kamenná stavba rodiny Daczických, zrekonstruována pro expozici památek UNESCO a dne 29. 2. 2016 zpřístupněna veřejnosti.
- Busta Mikuláše Daczického vytvořená sochařem a restaurátorem Jakubem Ďoubalem na základě objednávky Nadačního fondu Mikuláše Daczického z Heslova. Nadační fond Mikuláše Daczického z Heslova tuto bustu následně daroval, na základě darovací smlouvy, městu Kutná Hora. Busta je osazená ve vestibulu Dačického domu.
- Skupina historického šermu, nesoucí název Přátelé pana Mikuláše Dačického z Heslova,[1] ve svých vystoupeních oživuje některé autorovy příběhy.
- Pivo s obchodní značkou Dačický se v Kutné Hoře vyrábělo do roku 2009. Roku 2000 si nechala společnost Heineken zapsat slovní ochrannou známku DAČICKÝ pro piva všeho druhu.
- Stolní víno Dačického pohár
- Restaurace v Kutné Hoře
- Restaurace v Praze na Smíchově, U Mikuláše Dačického (Victora Huga 14/2). Od roku 2022 zrušena, nahrazena prodejnou pochutin a specialit Candy Store.

## V kultuře
- V roce 1938 byl hlavní postavou v české historické filmové komedii režiséra Otakara Vávry Cech panen kutnohorských, kde ho ztvárnil Zdeněk Štepánek.